# Lauttanen (sjö i Leppävirta, Norra Savolax, 62,56 N, 28,06 Ö)
Lauttanen är en sjö i kommunen Leppävirta i landskapet Norra Savolax i Finland. Den är 12 meter djup. Arean är 45 hektar och strandlinjen är 5,93 kilometer lång. Sjön  ingår i Vuoksens huvudavrinningsområde.   Den ligger omkring 41 kilometer sydöst om Kuopio och omkring 310 kilometer nordöst om Helsingfors. 